# Chevrolet Aveo

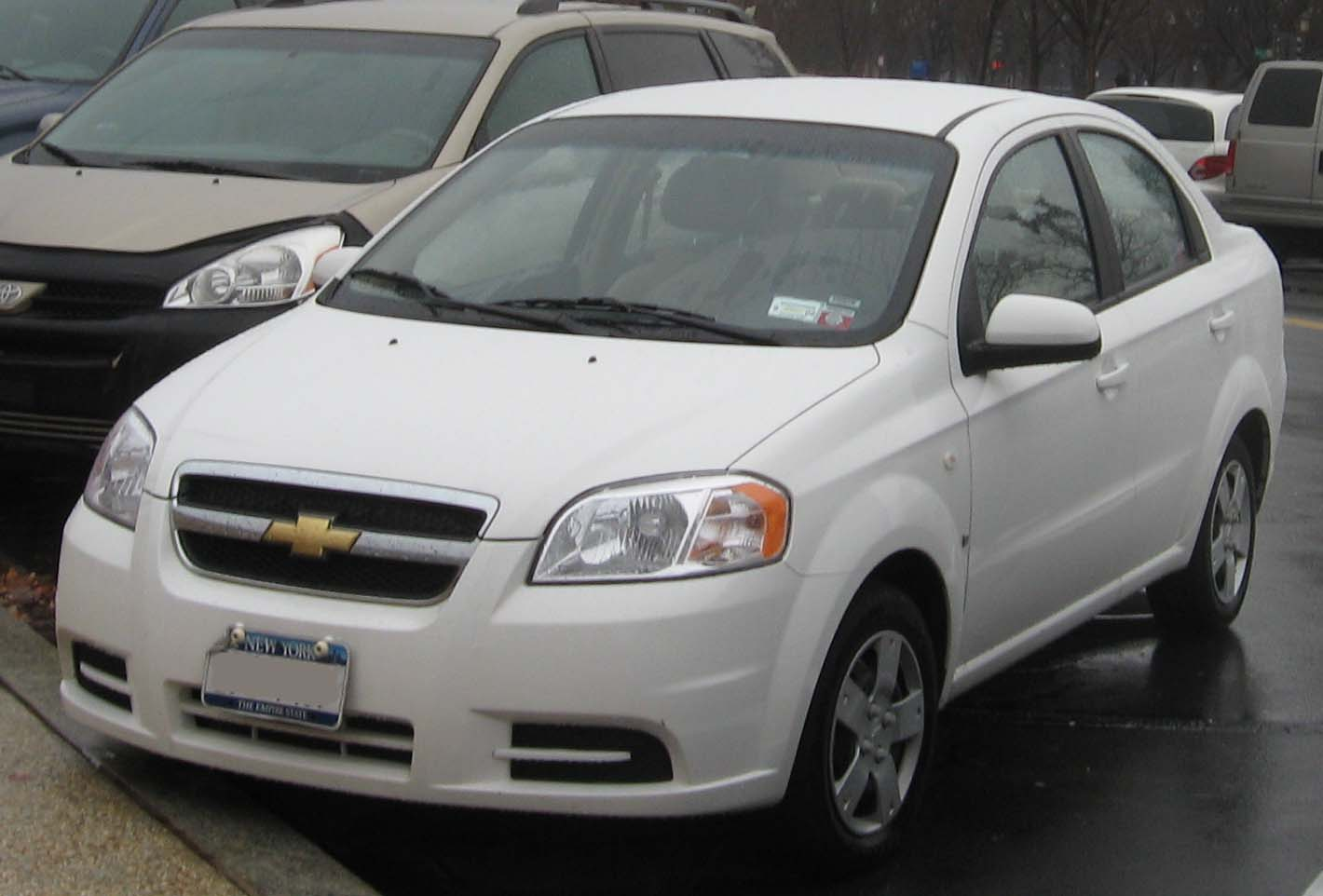
Chevrolet Aveo del 2007-2008

El Chevrolet Aveo és un cotxe de tipus subcompacte fabricat per GM Daewoo, i basat amb el Daewoo Kalos. Als Estats Units i el Canadà va començar la seva comercialització el 2004, succeint de facto al Chevrolet Metro, un model que el 2000 es va deixar de fabricar.

## Primera generació

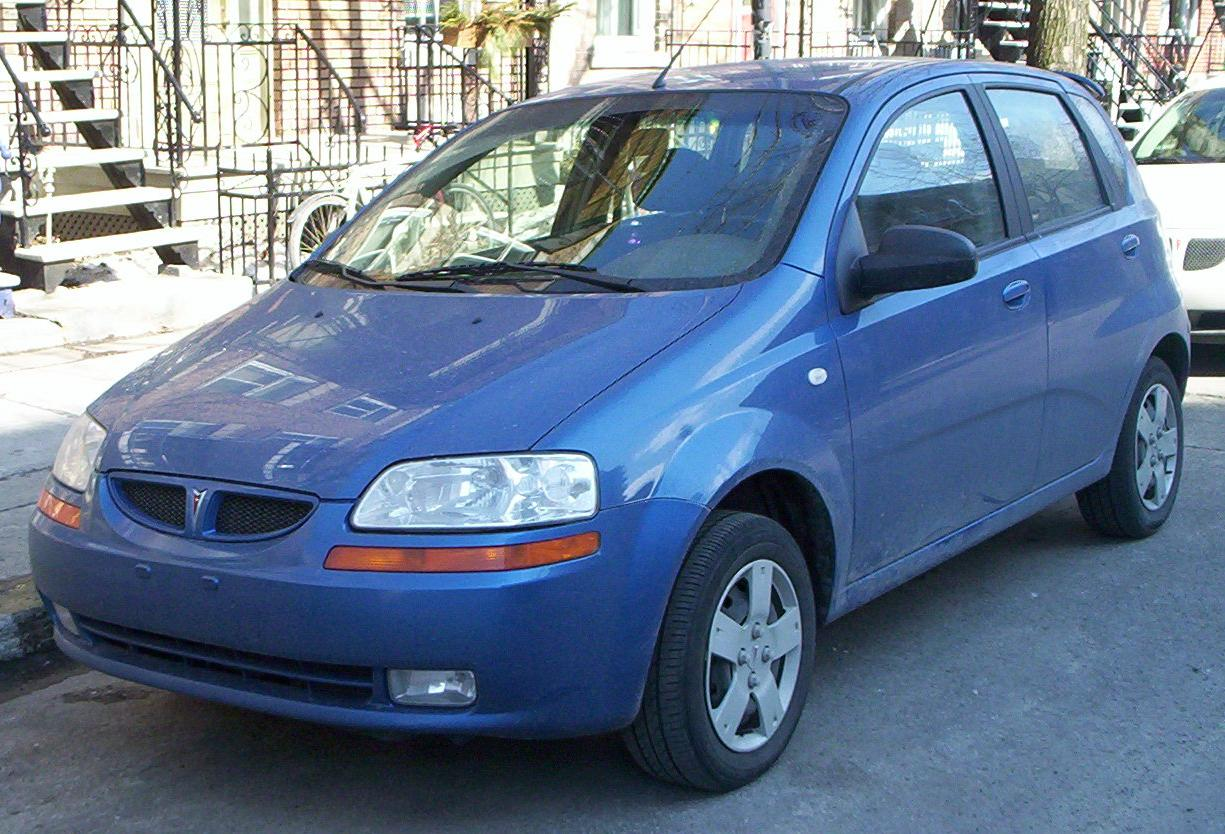
Pontiac Wave de 5 portes

El 2002 va debutar el Chevrolet Aveo amb dues carrosseries diferents: una hatchback de 5 portes i una sedan de 4 portes. Basada en el xassís "T200", es comercialitzen 2 carrosseries, hatchback de 3 i 5 portes i sedan de 4 portes. Aquest xassís substitueix l'anterior "T100", usat pel Daewoo Lanos.
Mides:
- Batalla (Wheelbase): 2,480 m (97.6 in)
- Llargada (Length): 3,880 m (152.7 in); 4,235 m (166.7 in versió sedan)
- Amplada (Width): 1,670 m (65.7 in)
- Alçada (Height): 1,495 m (58.8 in)
- Capacitat del dipòsit: 45 l (12 galons EUA)
- Vehicles semblants amb aquest Aveo (carrosseria hatchback) són el Toyota Yaris i l'Honda Fit.

## Segona generació

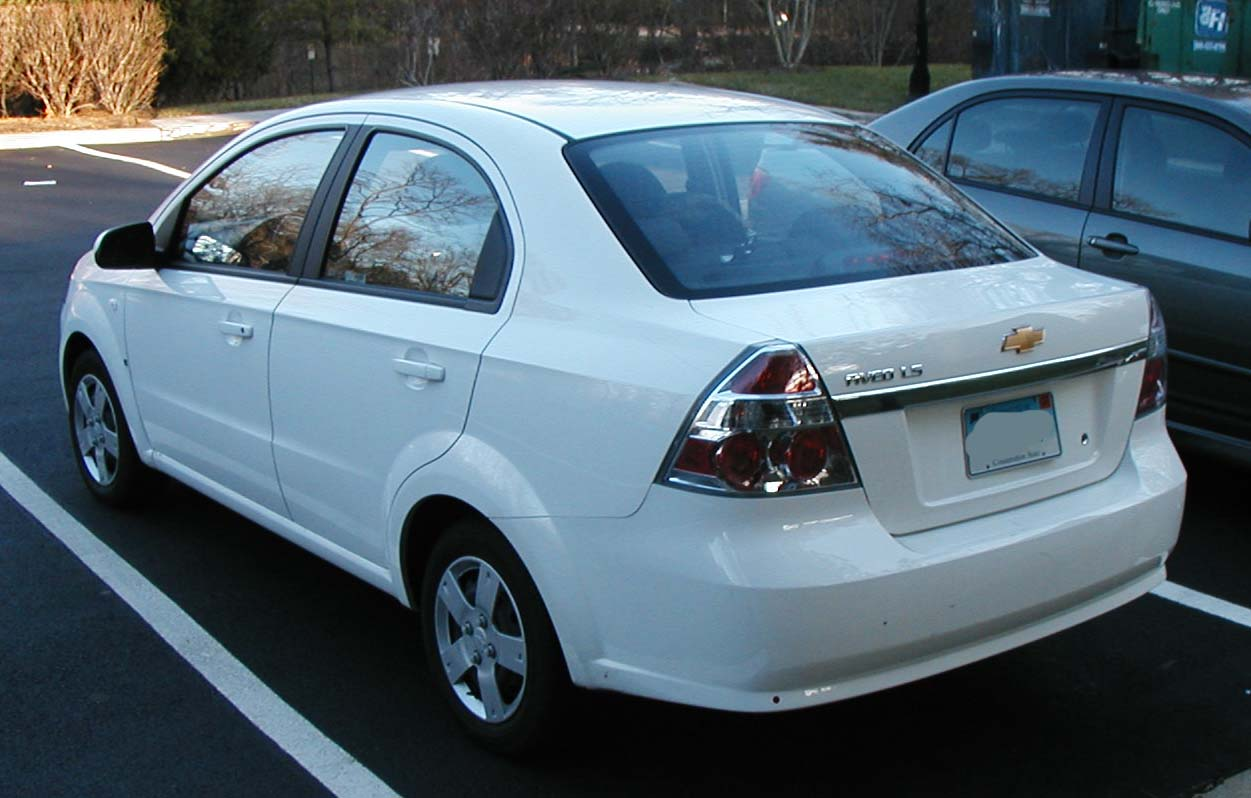
Chevrolet Aveo del 2007

Basada amb el xassís "T250", de moment es comercialitza amb una única versió sedan de 4 portes. La seva comercialització s'inicia el 2005 a Corea del Sud, sota el nom de Daewoo Gentra; l'any següent, arriba a Europa i Austràlia sota el nom de Chevrolet Aveo i Holden Barina, i al Canadà i a Mèxic reben el nou Aveo sota el nom de Pontiac Wave i Pontiac G3 el 2007.
Mides:
- Batalla (Wheelbase): 2,480 m (97.6 in)
- Llargada (Length): 4,310 m (169.7 in)
- Amplada (Width): 1,709 m (67.3 in)
- Alçada (Height): 1,496 m (58.9 in)
- Capacitat del dipòsit: 42 l (11 galons EUA)
- Vehicles semblants amb aquest Aveo són el Toyota Vios i Honda City.

### Aveo hatch segona generació

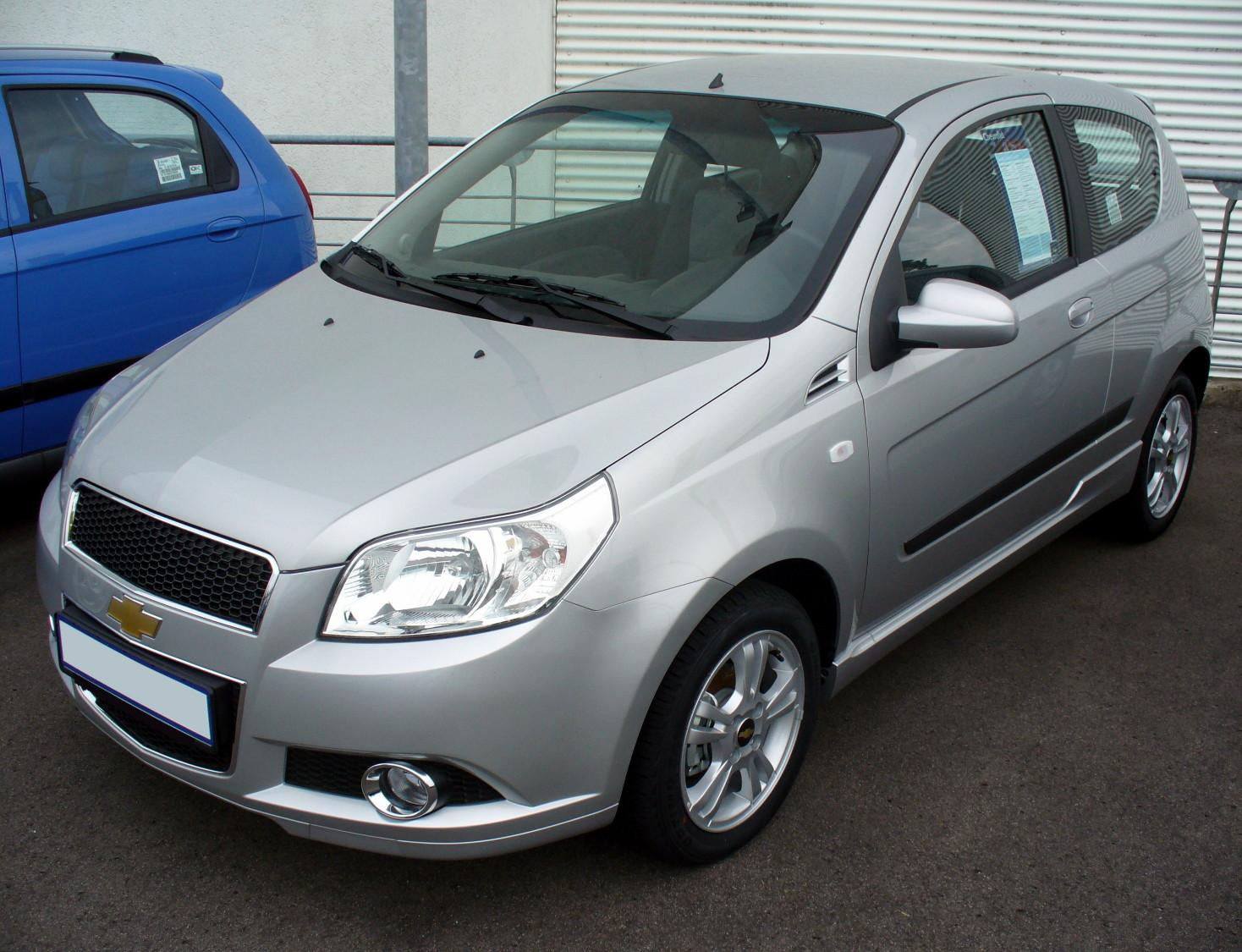
Chevrolet Aveo del 2008

A partir del 2008 s'ha efectuat un restyling a la versió hatch del Aveo; canvia el nom de Chevrolet Kalos i passa a anomenar-se Chevrolet Aveo (tal com es coneix la versió sedan). Els canvis se centren en un nou disseny frontal amb una gran graella dividida en 2 franges que inclouen el logotip de la marca, fars de major mida i disseny de para-xocs; posteriorment inclou uns fars de forma de trapezi, porta posterior modificada, para-xocs més esportiu i un aleró menut a la part superior de la porta. Lateralment el més significatiu està en els canvis dels faldons i l'afegit d'unes "brànquies" falses.
Mecànicament els motors segueixen oferint-se 1.2 i 1.4 de benzina de 84 i 101 cv. En transmissions, s'ofereixen estàndard de 5 velocitats i en opció una automàtica de 4.
Pel mercat nord-americà, desapareix l'anterior motor 1.6L i s'afegeix un nou 1.6L DOHC 16V amb distribució variable que eroga 107 cv @ 6400 rpm i 144 N·m @ 3800 rpm. En transmissions, s'ofereix una manual de 5 amb un indicador de canvi de velocitat òptim.

## Mecàniques
L'Aveo té un ampli ventall de motors. Però en la immensa majoria de casos, es ven únicament amb una única mecànica, sense possibilitat d'elecció:
- 1.2L Motor S-TEC de Daewoo de 72 cv a Europa
- 1.4L E-TEC II de 83 cv a Europa
- 1.4L E-TEC II de 94 cv a Europa, Equador, Colòmbia, Índia i Xile.
- 1.5L E-TEC II a Ucraïna, Sud Àfrica, Orient Mitjà i Filipines.
- 1.6L E-TEC II de 103 cv a Nord-amèrica, Veneçuela, Austràlia, índia i Xina.

## Qüestió de noms i pronunciació

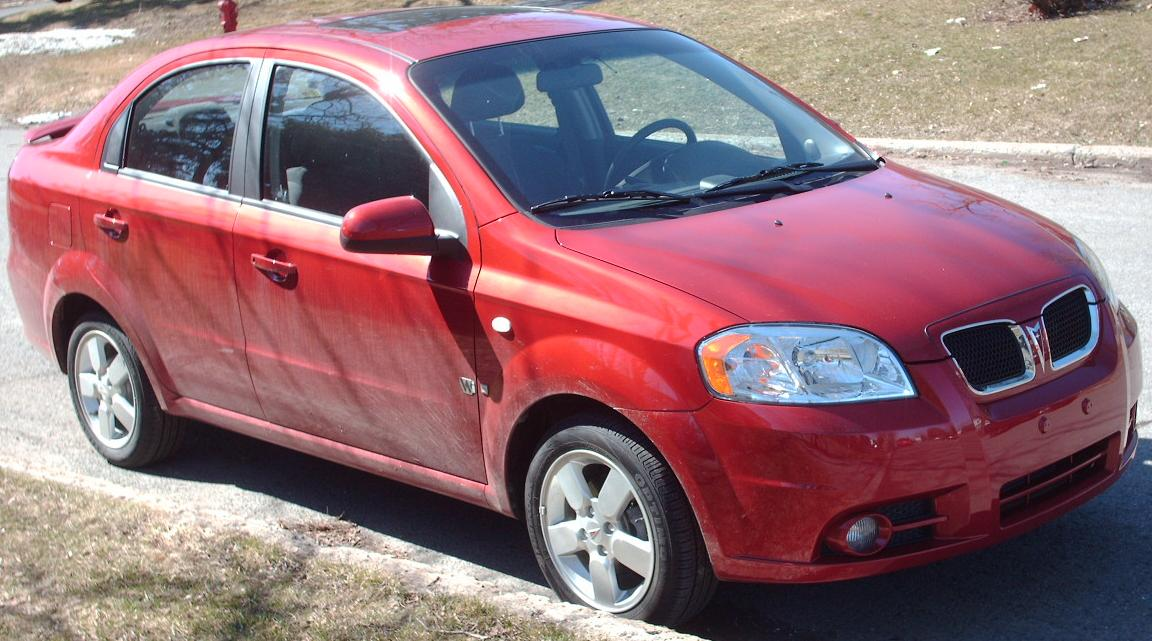
Pontiac Wave del 2007

Als Estats Units i el Canadà es venen la versió amb porta posterior de 5 portes i la sedan de 4 portes des del 2004. Al primer país, tots sota el nom d'Aveo i al Canadà, com a Pontiac Wave per al sedan i hatchback, que també es ven amb el nom de Suzuki Shift+. A partir del 2006, als Estats Units el sedan passa a dir-se Aveo igualment (a Canadà també), però el hatchback en canvi rep el nom d'Aveo5 (Pontiac Wave al Canadà).
A Europa, tant el sedan com el hatchback es van vendre sota el nom de Daewoo Kalos. El 2005, amb la desaparició de la marca Daewoo a Europa, es va canviar el nom per Chevrolet Kalos i des del nou Aveo sedan, que substitueix al Kalos sedan, el Kalos és el nom que rep el hatchback i Aveo, per al sedan.
El nou Aveo (construït sota la plataforma "T250") sedan rep diferents noms segons a on es comercialitzi:
- A Mèxic, es ven únicament la versió del nou Aveo sedan sota el nom de Pontiac G3.
- A Corea del Sud es comercialitza sota el nom de Daewoo Gentra.
- A Austràlia es comercialitza sota el nom de Holden Barina.
- A la Xina es comercialitza sota el nom de Chevrolet Lova.

Sobre la pronunciació, GM no deixa clar com hem de pronunciar "Aveo", i de moment, existeixen 2 possibles pronunciacions: "uh-VAY-oh" i "AH-vay-oh" (pronunciació en anglès).

## Polèmica en la seguretat
La IIHS atorga al Chevrolet Aveo del 2007 una qualificació de "average" en el test de xoc frontal. i de "marginal" en el test de xoc lateral.